# Юрківці (Чернівецький район)
Юркі́вці — село в Україні, адміністративний центр Юрковецької сільської громади в Чернівецькій області, Чернівецькому районі. 
На північний захід від села розташований карстово-спелеологічний заказник — «Юрківський карст», а також геологічна пам'ятка природи — Печера «Руїна».

## Населення
Згідно з переписом УРСР 1989 року чисельність наявного населення села становила 1936 осіб, з яких 876 чоловіків та 1060 жінок.
За переписом населення України 2001 року в селі мешкало 1846 осіб.

### Мова
Розподіл населення за рідною мовою за даними перепису 2001 року:
| Мова       | Відсоток |
| ---------- | -------- |
| українська | 99,30 %  |
| російська  | 0,70 %   |